# Mahajanga (província)
Mahajanga foi uma província de Madagáscar. Sua capital é a cidade de Mahajanga.
Com exceção de Fianarantsoa, Mahajanga fazia divisão com todas as outras província do país:
- Antsiranana - norte
- Toamasina - leste
- Antananarivo - sudeste
- Toliara - sudoeste

## Regiões
| Nome      | Capital     |
| Betsiboka | Maevetanana |
| Boeny     | Mahajanga   |
| Melaky    | Maintirano  |
| Sofia     | Antsohihy   |